# Киріяк Ілля
Ілля́ Кирія́к  (*29 травня 1888, Завалля, Івано-Франківщина — †28 грудня 1955, Канада) — український журналіст, письменник, громадський діяч.

Писав поезію, нариси, оповідання; завершення його таланту і творчості — роман у трьох томах «Сини землі».

## Біографічні відомості
Навчався в народній школі у рідному селі, де й закінчив шостий клас. Емігрувавши 18-річним хлопцем 20 грудня 1906, працював на чорних роботах у Канаді й США: у лісах Кенори (провінція Онтаріо), на прокладанні залізниці в Ґренд-Форкс (штат Мішіган), у кам'яновугільних шахтах провінцій Альберти й Британської Колумбії. Попавши в Альберті в українське оточення, брав участь в українському громадському житті: виконував обов'язки ділового секретаря в Робітничому товаристві у Гомстер, знайомився з політичною літературою та белетристикою, поглиблював світогляд.
Поступив у 1912 до школи для іноземних у Веґревіль; закінчив учительський семінар у Кемроз, — і вчителював до 1936 у Спринґ-Крік та по різних школах Альберти. Навчався в Інституті ім. П. Могили (Саскатун). Згодом став секретарем Союзу українців самостійників; до 1942 року — ректором Інституту ім. Грушевського. З 1949 до виходу на пенсії працював урядовцем Північноальбертської залізниці (англ. Northern Alberta Railways).